# Dématérialisation de documents des ressources humaines
 (avril 2023).
L'article doit être relu — et modifié si nécessaire — par des contributeurs indépendants pour apporter un regard critique aux contributions effectuées en violation des conditions d'utilisation de Wikipédia, tant sur la forme (notamment concernant le style encyclopédique, la proportionnalité) que sur le fond (la neutralité de point de vue, la qualité et l'indépendance des sources).
 (juillet 2015).
- Si vous ne connaissez pas le sujet, laissez ce bandeau (vous pouvez alors contacter les auteurs).
- Si vous supprimez le contenu mis en cause (vous pouvez préalablement contacter les auteurs),

argumentez précisément cette suppression dans la page de discussion
(un manque de référence n'est pas un argument ; une recherche réelle de référence doit avoir été effectuée, être formellement documentée).
La dématérialisation de documents des ressources humaines (RH) est la transformation en fichiers informatiques de supports d'informations matériels (souvent des documents papier), avec pour objectif principal celui de la performance (optimisation, des coûts, de la rationalisation et de la vitesse de gestion).
Il s'agit néanmoins d'un réel projet nécessitant notamment d'être intégré dans la politique globale de l'organisation, de gagner l'adhésion des parties prenantes, de sécuriser les accès aux documents dématérialisés et de choisir un outil informatique capable de communiquer avec le Système d'information de gestion des ressources humaines (SIRH) existant. Ce marché réunit ainsi des acteurs d'horizons variés.

## Principaux documents concernés

### Historique de l'évolution vers la dématérialisation
La dématérialisation de documents RH n’est pas une nouveauté en soi, les entreprises étant contraintes légalement depuis plusieurs années  de télé-déclarer un certain nombre d'informations auprès des organismes sociaux : déclaration automatisée des données sociales unifiée (DADS-U), déclaration unifiée de cotisations sociales (DUCS) et déclaration unique d'embauche (DUE).  Avec la loi du 12 mai 2009  autorisant sous certaines conditions la remise au format électronique du bulletin de paie aux salariés, de nouvelles possibilités s'ouvrent cependant pour la fonction RH qui produit et échange des volumes conséquents d'information au format papier et  les atouts de la dématérialisation sont remis en avant. Les directions des ressources humaines montrent ainsi un intérêt croissant pour les applications en libre-service et les portails permettant la dématérialisation de documents RH.

### Typologie des documents concernés
Les documents des Relations Humaines concernés aujourd'hui par la dématérialisation peuvent être classés selon trois types de contenus :
- Documents produits par le département RH : documents d’embauche, contrats de travail, avenants, bulletins de paie, déclarations sociales, bilan social individuel (BSI) déclarations d’accidents de travail, attestations employeur, reçus pour solde de tout compte, avis de saisie sur salaire, fiches de poste, catalogues de formations, règlements intérieurs, accords d'entreprise, etc. ;
- Documents circulants dans l’entreprise à destination des RH : demandes de congés, de mobilité, de formation, lettres de démission, relevés de temps, comptes rendus d'entretiens annuels, d’entretiens d’embauche, formulaires d’évaluation, notes de frais, etc. ;
- Document de tiers externes reçus par les RH : CV, lettres de motivation, demandes de stage, offres de formations, etc.

## Bénéfices
Pour les organisations, les gains pouvant résulter de la dématérialisation des documents RH sont variés. 
L’un des plus tangibles est la réduction des coûts associés à l’impression et à la distribution des documents RH, avec en tête les bulletins de paie (plus de 200 millions établis annuellement en France). Ce document est généralement considéré par les décideurs comme le document le plus coûteux lorsque émis et distribué au format papier, loin devant les contrats de travail et les déclarations aux organismes sociaux. 
Au-delà de ces bénéfices financiers visibles, la dématérialisation appliquée aux documents RH engendre également de réels gains en termes de gain de temps, de productivité et d’amélioration des processus (tant RH que de gestion documentaire). Ainsi, la dématérialisation offre une réponse aux enjeux de modernisation et de recentrage du personnel RH sur des missions à plus forte valeur ajoutée, mais permet aussi de mieux se conformer au cadre légal tel que, par exemple, celui relatif à la mobilité et aux parcours professionnels dans la fonction publique. 
Enfin, dématérialisés, les documents RH sont également plus facilement et en permanence accessibles par les collaborateurs RH, mais aussi par les salariés eux-mêmes qui peuvent disposer de l’équivalent d’un coffre-fort personnel au format électronique dans lequel sont conservés et archivés comme les bulletins de paie et les contrats de travail avec parfois la possibilité d’y ajouter des documents numériques personnels.

## Inconvénients
Il faut cependant garder à l'esprit que dans certains cas où le salarié déciderait de revenir au format papier, le contenu de son coffre-fort personnel serait fermé : il n'aurait plus accès à ces documents.

## Facteurs clés de succès
Le succès des projets de dématérialisation des documents RH repose sur de nombreux éléments, tant en amont au projet que dans son utilisation. Quatre étapes peuvent plus particulièrement être mises en avant :
- Inscrire un tel projet dans une politique définie au niveau global de l’entreprise, et non limitée à la fonction
- Obtenir très en amont l'adhésion des diverses parties prenantes au projet, tant au niveau des équipes impliquées (RH mais aussi informatiques) que des utilisateurs et des collaborateurs.
- Garantir la confiance en s’assurant de la sécurisation des accès aux documents dématérialisés, de la pérennité de ces documents dans le temps, particulièrement lorsqu’il s’agit de dématérialiser des documents qui ont une valeur légale ou pouvant à un moment servir de preuve (valeur probante), par exemple les bulletins de paie, les contrats de travail ou les déclarations aux organismes sociaux[3]).
- Choisir des outils s’intégrant au SIRH existant et présentant également une ergonomie simple et intuitive afin d’encourager les utilisateurs à adopter ces solutions de dématérialisation

## Acteurs
Sur le marché évoluent des profils bien distincts d’acteurs :
- D’un côté, des éditeurs de solutions applicatives et des prestataires de services (conseil, intégration, externalisation, etc.) avec une expertise du métier RH ;
- De l’autre, des acteurs du monde de la dématérialisation, proposant des compétences variées autour du document numérique : gestion documentaire, archivage électronique, services de confiance, etc.

Le marché de la dématérialisation des documents RH réunit ainsi des acteurs aux expertises spécifiques impliquant indéniablement la mise en place de partenariats stratégiques. En pleine construction, ce marché voit également évoluer des prestataires proposant des solutions délivrées en mode SaaS comme c'est le cas de Factorial.